# Villa del Alto
Villa del Alto är en ort i Mexiko.   Den ligger i kommunen Quecholac och delstaten Puebla, i den sydöstra delen av landet, 170 km öster om huvudstaden Mexico City. Villa del Alto ligger 2 256 meter över havet och antalet invånare är 133.
Terrängen runt Villa del Alto är huvudsakligen kuperad, men åt sydost är den platt. Runt Villa del Alto är det ganska tätbefolkat, med 185 invånare per kvadratkilometer. Närmaste större samhälle är Tecamachalco, 15,1 km väster om Villa del Alto. Trakten runt Villa del Alto består till största delen av jordbruksmark.